# Книга Дзіан
Книга Дзіан (включає станці Дзіан) — її вважають, стародавнім текстом тибетського походження. Станці лягли в основу «Таємної доктрини» (1888), однієї з основоположних праць теософського руху, написаної Оленою Петрівною Блаватською. Книга вплинула на письменників у стародавніх спільнотах астронавтів, окультистів і уфологів. Історики та скептики відкинули Книгу Дзіан  як обман і звинуватили Блаватську в плагіаті.

## Претензії до пані Блавацької щодоКниги Дзіан
Мадам Блаватська стверджувала, що бачила рукопис Книги Дзіан під час вивчення езотерики в Тибеті. Вона стверджувала, що цей та інші стародавні рукописи були захищені від світських очей прихильниками окультного братства. Твір спочатку, згідно з Блаватською, був написаний священною мовою сензар, мовою, невідомою філології. Вона написала:
Ця перша частина езотеричних доктрин заснована на строфах, які є записами людей, невідомих етнології; стверджується, що вони написані мовою, якої немає в номенклатурі мов і діалектів, з якими знайома філологія; кажуть, що вони походять із джерела (окультизму), відкинутого наукою; і, нарешті, вони пропонуються через агентство, яке постійно дискредитують перед світом усі ті, хто ненавидить небажані істини або має якесь власне хобі, яке потрібно захищати. Тому можна очікувати відкидання цих вчень, і це необхідно прийняти заздалегідь. Нікому, хто називає себе «вченим», незалежно від відділу точних наук, не буде дозволено сприймати ці вчення серйозно.
У 1909 році теософ Чарльз Вебстер Лідбітер заявив, що Книга Дзіан має окультні якості:
Здається, воно дуже намагнічене, бо щойно людина бере до рук сторінку, вона бачить, що перед її очима проходить видіння подій, які вона мала зобразити, і в той же час вона ніби чує щось на зразок ритмічний опис їх своєю власною мовою, наскільки ця мова передасть залучені ідеї. Його сторінки не містять жодних слів – нічого, крім символів.
Інші були налаштовані скептично. Повідомляється, що Макс Мюллер сказав, що «в цьому питанні вона була або видатним фальсифікатором, або що вона зробила найцінніший подарунок археологічним дослідженням на Сході».

## Книга Дзіані буддійські тантри
В інших посиланнях Блаватська стверджувала, що Книга Дзіан належить до групи тибетських езотеричних писань, відомих як Книги Кіу-Те. Блаватська писала до того, як було узгоджено стандартну транскрипцію тибетської мови на латинський алфавіт; Девіду Рейглу знадобився деякий час, щоб переконатися, що вона мала на увазі те, що сучасні вчені пишуть як rGyud-sde (gyü de, розділ тантр), частини об’ємного буддійського корпусу, який зазвичай називають Тантрами.
Інші дослідники припускають джерело в китайському даосизмі чи єврейській кабалі.
В Isis Unveiled сама Блаватська визначає Senzar як «давній санскрит» (Isis, I, 440). Як зазначив Джон Алгео у своїй книзі, інші твердження Блавацької про Сензар (включно з наведеним вище зв’язком із санскритом) створюють ряд загадок, через які важко сприймати посилання на етимологічну мовну родину буквально, оскільки деякі посилання на єгипетські джерела, хоча ще інші ще мають інше коріння.

## Станці Дзіану творах інших авторів
Передбачувані вірші з тих самих станців Дзіан пізніше були опубліковані Алісою Бейлі в «Трактаті про космічний вогонь» у 1925 році. Бейлі стверджувала, що ці вірші їй телепатично продиктував тибетський майстер Джвал Кхул.
Уфолог Дезмонд Леслі у своїй праці значною мірою спирався на станці Дзіан і висунув теорію, що спочатку вони були створені на втраченому континенті Атлантида. Письменник про НЛО Френк Едвардс вважав, що Книга Дзіан підтримує ідею стародавніх астронавтів.
Швейцарський автор Еріх фон Денікен стверджував, що дослідив частину змісту книги та її передбачувану історію, повідомляючи непідтверджені чутки про те, що перша версія книги з’явилася ще до Землі, і що вибрані люди, які просто торкнуться книги, отримають бачення того, що в ній описується. Інші стародавні письменники-астронавти та теософи стверджували, що Книга Дзіан походить з іншої планети.
Посилання на станці існують у художній літературі Х. П. Лавкрафта, наприклад, у його новелі «The Haunter of Dark».  Проте Лавкрафт не вірив, що «Станці» мають будь-яку фактичну основу, і використовував їх лише як матеріал для своїх художніх книг.

## Критика щодо джерелстанців Дзіан
Східознавець Вільям Емметт Коулмен взявся за повну екзегезу творів Блавацької. Він виявив, що її основними джерелами були переклади Пурани Вішну, зроблені Х.Х. Вілсоном; Всесвітнє життя Олександра Вінчелла: або сучасна геологія; «Атлантида: допотопний світ» Ігнатія Доннелі (1882); та інші сучасні наукові та окультні праці, сплагіатовані без кредиту та, на його власну думку, використані в грубий спосіб, що демонструє поверхневе знайомство з предметами обговорення. Крім того, він стверджував, що вона взяла принаймні частину своїх строф Дзянь з Гімну Творіння в старій санскритській Ріг-Веді. Коулмен пообіцяв книгу, яка розкриє всі джерела Є.П.Б., включно з джерелом слова Дзіан. Причина, чому книга Коулмана так і не з’явилася, полягає в тому, що «Коулмен втратив свою бібліотеку та нотатки під час землетрусу в Сан-Франциско 1906 року та помер через три роки, не написавши свою книгу».
Рене Генон стверджував, що Блавацька заснувала «Книгу Дзіан» на фрагментах тибетських «Канджур» і «Данджур», опублікованих у Калькутті у двадцятому томі «Азійських досліджень» у 1836 році.

Історик Рональд Х. Фрітце зазначає, що:
Блаватська стверджувала, що отримала її інформацію під час трансу, в якому Майстри Махатми Тибету спілкувалися з нею і дозволяли їй читати зі стародавньої Книги Дзян. Вважається, що Книгу Дзіан було складено в Атлантиді з використанням втраченої мови Сензар, але проблема полягає в тому, що жоден дослідник стародавніх мов у 1880-х роках чи пізніше не зустрічав жодного побіжного посилання на Книгу Дзіан або мову Сензар.
Джейсон Колавіто відкинув книгу як обман і зазначив, що «навіть після того, як скептики розвінчали її Книгу Дзіан як шахрайство, її послідовники продовжували стверджувати її реальність».